# Berufsverband Deutscher Tanzlehrer
Der Berufsverband Deutscher Tanzlehrer e. V. (BDT) wurde 1991 gegründet und bildet seit seiner Gründung haupt- und nebenberuflich in dreijährigen Ausbildungsgängen Tanzlehrer für Gesellschaftstanz aus. Er unterstützt seine Mitglieder durch regelmäßige Kongresse und Fortbildungen. Nach eigenen Angaben gehören dem Verband rund 200 Tanzschulen und 320 Tanzlehrer aus Deutschland, den Niederlanden, Österreich, Frankreich sowie der Schweiz an.

## Geschichte
Nachdem Anfang der 1990er-Jahre die Vereinigung Deutscher Tanzschulen (VDT) in den Allgemeinen Deutschen Tanzlehrerverband (ADTV) integriert wurde und sich die Sezession moderner Tanzlehrer (SMT) dem BDT anschloss, existieren zurzeit (Stand 2021) nur noch der BDT und der ADTV. 1993 erfolgte die Gründung der Tanzsport- und Turnierabteilung des BDT Deutsches Amateur Turnieramt (DAT) zur Ausrichtung von Turnieren und Meisterschaften in verschiedenen Disziplinen.
Neben dem klassischen Gesellschaftstanz unterstützt und fördert der BDT ebenfalls intensiv die tänzerischen Bereiche Kindertanzen, Videoclip, HipHop, Discofox sowie die Latino-Tänze. Darüber hinaus führte der BDT ein Medaillen-System für Tanzschüler ein, um sich bei Medaillen-Prüfungen das BDT-Tanzabzeichen in Bronze, Silber, Gold und Goldstar in unterschiedlichen Disziplinen ertanzen zu können.
Im Jahr 2010 wurde der Schwesterverband Deutsche Tanzschulinhaber Vereinigung e.V. (DTIV) gegründet. Dieser Verband kümmert sich um die Belange der Tanzschulinhaber aus unternehmerischer Sicht. Wesentlicher Bestandteil ist ein Pauschalvertrag mit der Gema.
Das geschäftsführende Präsidium des BDT besteht aus dem Präsidenten, dem Vizepräsidenten sowie dem Schatzmeister. Der Verband schuf bereits früh mehrere Ressorts und beauftragte Ressortleiter zur Leitung der Fachbereiche im Sinne des Präsidiums.

## Aus- und Weiterbildungen
Ausgebildet werden Tanzlehrer für die Fachbereiche Gesellschaftstänze, Discofox, Latino-Tänze, HipHop sowie Kindertanz. Die Ausbildungen dauern zwischen einem und drei Jahren bzw. werden als seminaristische Ausbildungen angeboten. Bei der dreijährigen Ausbildung zum BDT Tanzlehrer Gesellschaftstänze findet nach jedem Ausbildungsjahr eine Zwischenprüfung statt, nach dem dritten Ausbildungsjahr eine Abschlussprüfung zum BDT-Tanzlehrer.
Die Weiterbildung zum BDT Tanzsport-Trainer dauert ein Jahr und ist eine seminaristische Schulung mit dem Ziel Paaren aus den BDT Tanzschulen den Weg zum Turniertanz zu ebnen.

## Deutsches Amateur Turnieramt
Die Gründung des DAT wurde im  April 1993 auf der BDT-Mitgliederversammlung beschlossen und ins Leben gerufen. Zu dieser Zeit bestand ein großes Interesse daran, Tanzschülern neben weiterführenden Kursen und Medaillen-Prüfungen eine Plattform zu bieten, um sich mit anderen Paaren tänzerisch zu messen. Zweck des DAT ist die Förderung des Amateurtanzsports. Die Leitung hat derzeit (Stand 2021) Dennis Ewerth inne, Sportdirektor ist Thorsten Schrock-Opitz. Die Leitung des DAT unterliegt dem Präsidium des BDT und wird von diesem bestimmt.
Es werden unter anderem Turniere in folgenden Disziplinen ausgerichtet: Standardtänze, Lateinamerikanische Tänze, Smooth, Rhythm, Discofox, Salsa, Latino-Tänze, West Coast Swing, Line Dance, Formationstanz und HipHop.
Der Titel des Deutschen Meisters ist der höchste Titel, den man sich im DAT ertanzen kann. Darüber hinaus gibt es auch Deutschland-Cups, regionale Meisterschaften, Landesmeisterschaften und Bundesland-Cups. Es gibt bei DAT-Turnieren keine festen Leistungsklassen und dazugehörige Auf- und Abstiegsregelungen. Es wird lediglich eine Einteilung in Hobby-League, Rising Star, SupaLeague und ProfiLeague vorgenommen. Das Wertungsgericht als unabhängige Instanz besteht ausschließlich aus ausgebildeten und geprüften Tanzlehrern, die zusätzlich regelmäßig an Wertungsrichterschulungen teilnehmen.